# 家譜 (電視劇)
家譜（Family Tree）是由克里斯托弗·蓋斯特和吉姆·皮多克創作的紀錄片式電視喜劇。2013年5月12日在美國付費電視頻道HBO首播，英國BBC Two於2013年7月播出。
電視劇的主演有克里斯·奥多德、湯姆·本內特和妮娜·康迪。
2014年1月23日，HBO宣布結束劇集。
電視劇共有一季八集。

## 外部連結
- Official website（页面存档备份，存于）
- 互联网电影数据库（IMDb）上《家譜》的资料（英文）